# ایستگاه راه‌آهن سیتی تیمزلینک
ایستگاه راه‌آهن سیتی تیمزلینک (انگلیسی: City Thameslink railway station) یکی از ایستگاه‌های راه‌آهن اصلی در شهر لندن است.
این ایستگاه که در سال ۱۹۹۰ تأسیس شده در سیتی لندن قرار دارد و جزئی از خط تیمزلینک راه‌آهن انگلستان است.

## نگارخانه

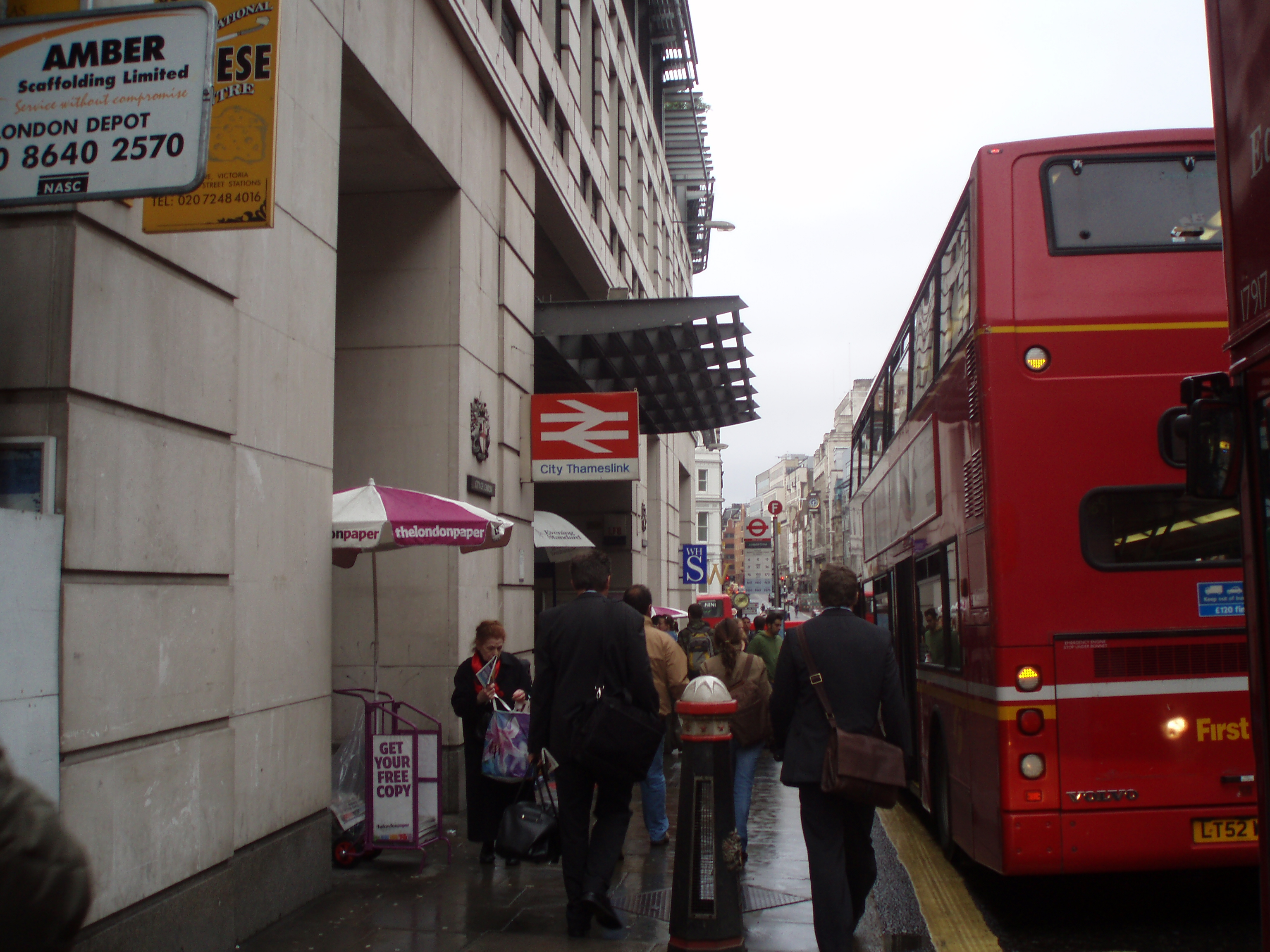
Another view of the Ludgate Hill entrance
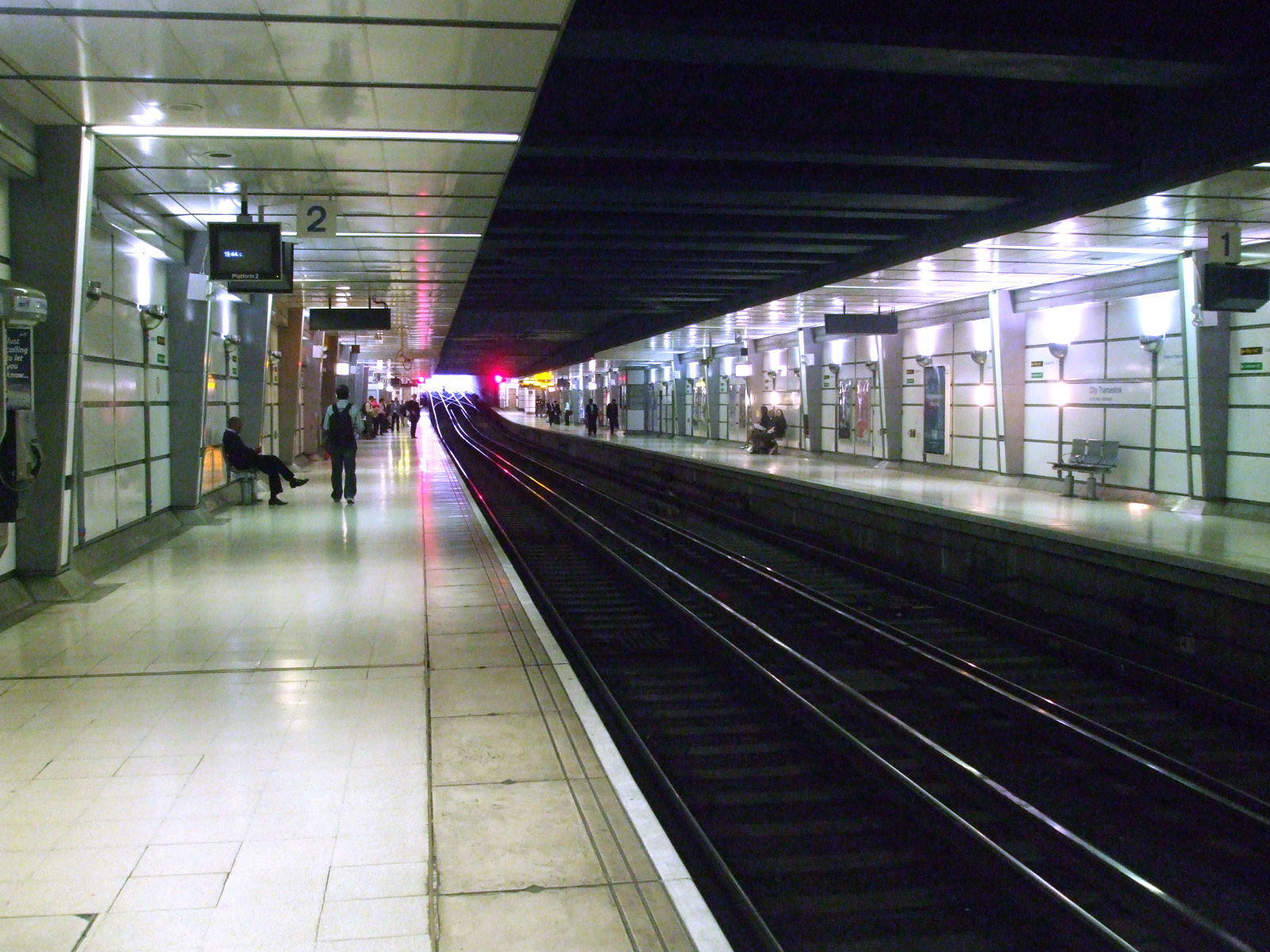
Looking southwards
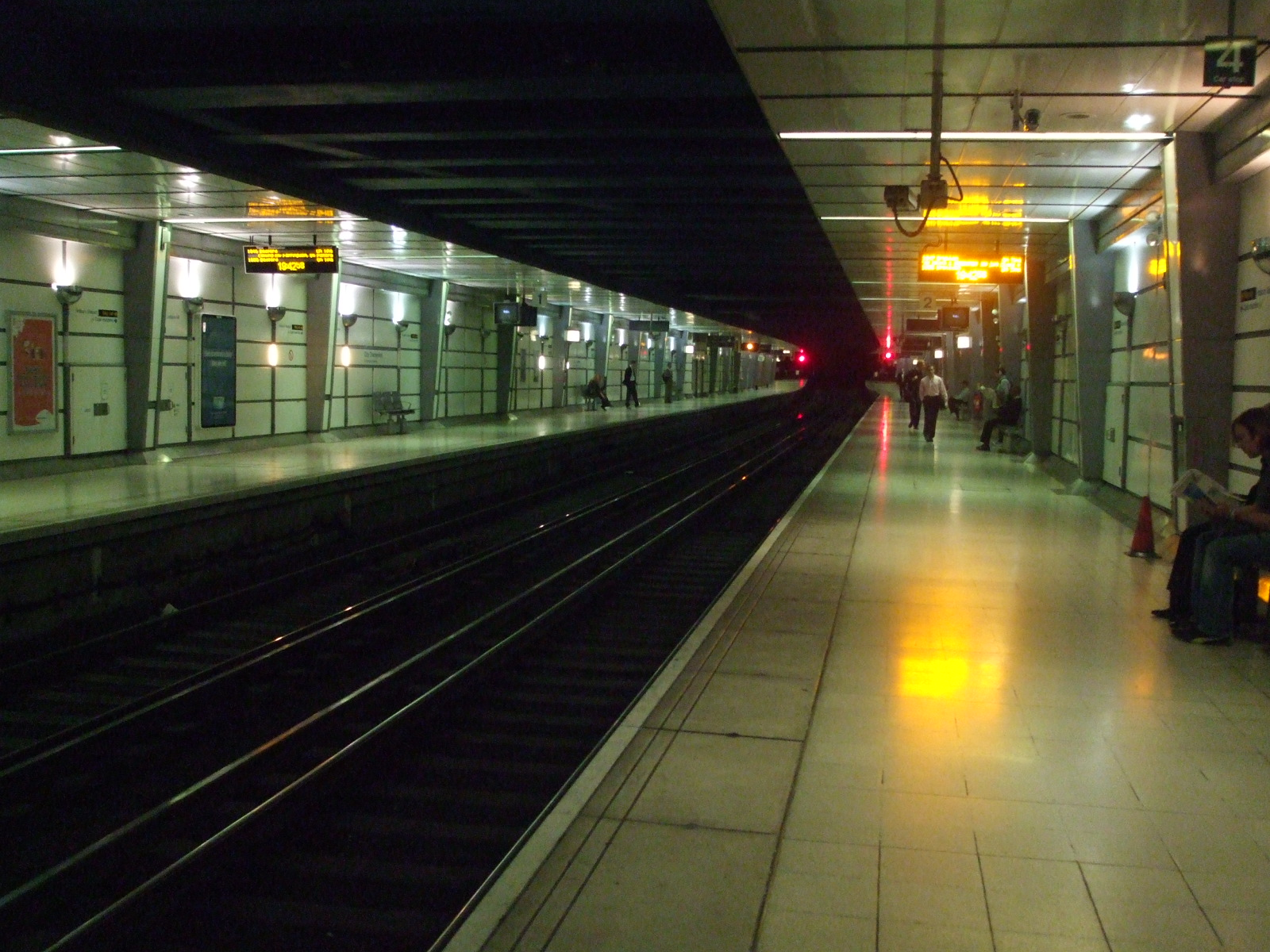
Looking northwards
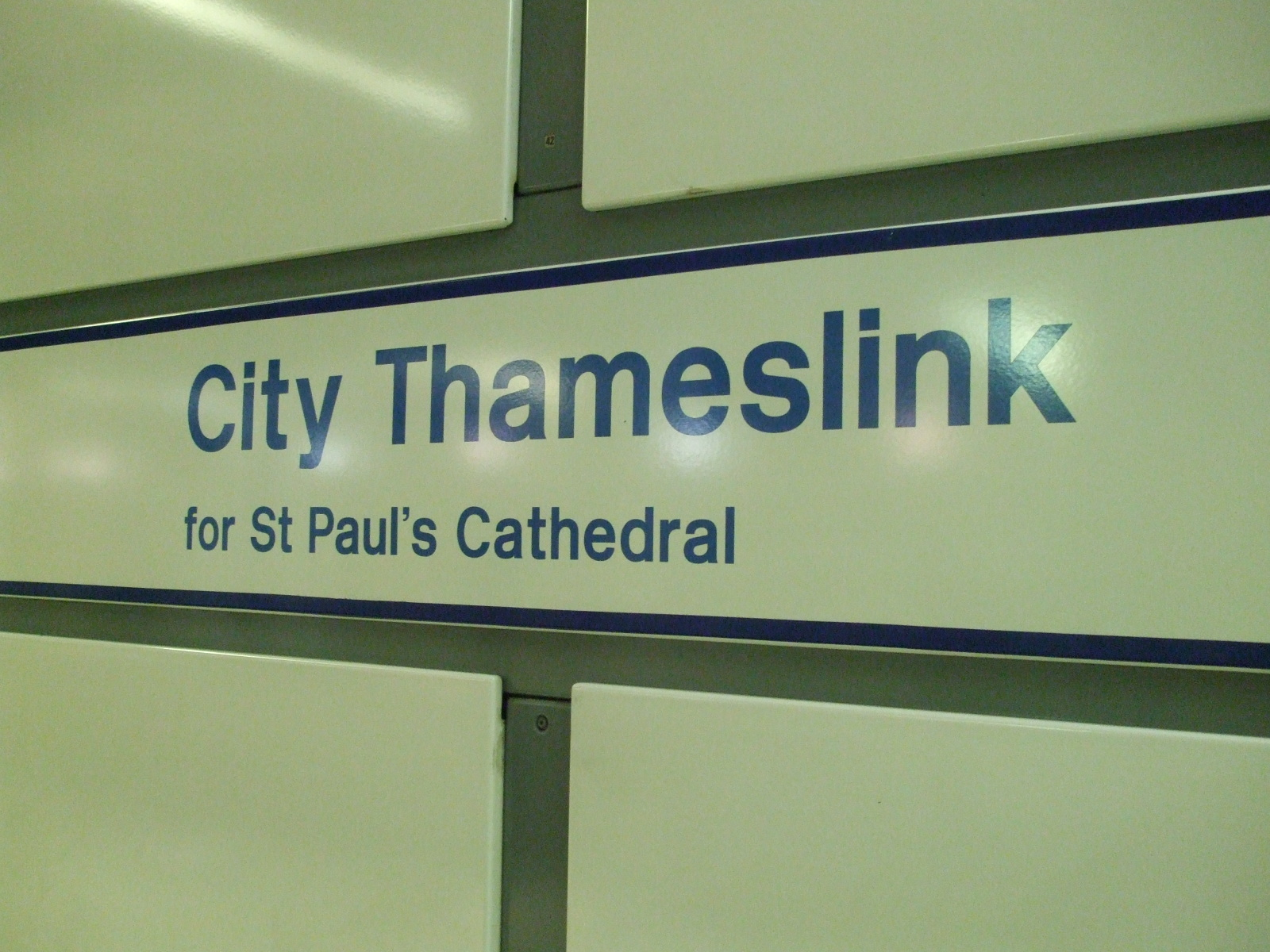
Signage on southbound platform, indicating proximity to St. Paul's Cathedral